# Revival (Selena Gomez-album)
A Revival Selena Gomez amerikai színész- és énekesnő második stúdióalbuma, amely 2015. október 9-én jelent meg az Interscope Records és a Polydor kiadásában, CD, és digitálisan letölthető formátumban.

## Számlista
| 1.    | Revival                         | Antonina Armato Selena Gomez Chauncey Hollis Tim James Julia Michaels Adam Schmalhoz Justin Tranter | 4:06 |
| 2.    | Kill 'Em with Kidness           | Armato Dave Audé Gomez James Benjamin Levin                                                         | 3:37 |
| 3.    | Hands to Myself                 | Robin Fredriksson Mattias Larsson Max Martin Michaels Tranter                                       | 3:20 |
| 4.    | Same Old Love                   | Charlotte Aitchison Mikkel Storleer Eriksen Ross Golan Tor Erik Hermansen Levin                     | 3:49 |
| 5.    | Sober                           | Chloe Angelides Eriksen Hermansen Jacob Kasher Michaels                                             | 3:14 |
| 6.    | Good for You (feat. A$AP Rocky) | Hector Delgado Gomez Nolan Lambroza Rakim Mayers Michaels Nick Monson Tranter                       | 3:41 |
| 7.    | Camouflage                      | Badriia Bourelly Christopher Braide                                                                 | 4:09 |
| 8.    | Me & the Rhythm                 | Fredriksson Gomez Larsson Michaels Tranter                                                          | 3:33 |
| 9.    | Survivors                       | Golan Steve Mac                                                                                     | 3:41 |
| 10.   | Body Heat                       | Armato Gomez Hollis Tranter James Michaels                                                          | 3:27 |
| 11.   | Rise                            | Armato Gomez Hollis James Schmalhoz                                                                 | 2:47 |
| 39:24 |                                 | |      |